# Codominio

Imagen de una función f de dominio X y codominio Y. El óvalo pequeño dentro del codominio es la imagen (o rango) de f.

En matemáticas, el codominio (también llamado contradominio, conjunto final o conjunto de llegada) de una función {\displaystyle f\colon X\to Y\,} es un conjunto {\displaystyle Y\,} al que pertenecen todos los valores de salida de la función.
El codominio se distingue de la imagen en que todos los elementos de la imagen son valores de salida de la función, mientras que el codominio puede contener otros elementos que no son valores de salida. Es decir: si {\displaystyle \operatorname {Cod} _{f}\,} es el codominio e {\displaystyle \operatorname {Im} _{f}\,} la imagen de una función {\displaystyle f\,}, entonces {\displaystyle \operatorname {Im} _{f}\subseteq \operatorname {Cod} _{f}}. Si la imagen y el codominio sí coinciden, la función es una función sobreyectiva.
Por ejemplo, para la función "multiplicar por 2" sobre el dominio de los números naturales, el codominio son los números naturales, mientras que la imagen son solo los números pares (ya que no hay números impares que sean el doble de un número natural).

## Ejemplo
Para una función
{\displaystyle f\colon \mathbb {R} \rightarrow \mathbb {R} }
definida como una función cuadrática:
{\displaystyle f\colon \,x\mapsto x^{2}}, o el equivalente {\displaystyle f(x)\ =\ x^{2}},
el codominio de {\displaystyle f} es {\displaystyle \textstyle \mathbb {R} }, pero {\displaystyle f(x)}  siempre toma un valor positivo. 
Por lo tanto, la imagen (o rango) de {\displaystyle f} es el conjunto {\displaystyle \textstyle {\mathbb {R} }_{0}^{+}}; por ej, el intervalo [0,∞).